# Moutir Chajia
Moutir Chajia (Arabisch: متير شجيع; Heusden-Zolder, 6 april 1998) is een Belgisch-Marokkaans voetballer die doorgaans speelt als vleugelspeler. In juli 2025 verliet hij Dinamo Batoemi.

## Clubcarrière
Chajia speelde in de jeugdopleiding van KV Oostende en kon in 2016 de overstap maken naar Italië. Hij verkoos Novara boven Chievo Verona. Zijn debuut maakte de vleugelaanvaller op 4 april 2017, op bezoek bij SPAL. Hier mocht hij van coach Roberto Boscaglia na zevenenzeventig minuten invallen voor Francesco Bolzoni. Chajia maakte zijn eerste doelpunt op 8 oktober 2017, thuis tegen Frosinone, toen hij zes minuten na rust de score opende. Uiteindelijk won Novara met 2–1. In de zomer van 2018 verkaste Chajia naar Estoril.
In de eerste helft van het seizoen 2018/19 kwam de vleugelspeler niet in actie in Portugal, waarna hij de overstap maakte naar Ascoli. Deze club verhuurde hem in januari 2020 aan competitiegenoot Virtus Entella. Lokomotiva Zagreb nam de Marokkaanse Belg in oktober 2020 onder contract. Aan het einde van het seizoen 2020/21 verkaste Chajia naar Como. Na drie seizoenen promoveerde Chajia met Como naar de Serie A, maar daarna kwam hij niet meer in actie. Daarop besloten club en speler in februari 2025 uit elkaar te gaan. Diezelfde maand tekende hij bij Dinamo Batoemi.

## Clubstatistieken
| Seizoen | Club              | Competitie    | Competitie | Competitie | Beker | Beker | Internationaal | Internationaal | Totaal | Totaal |
| Seizoen | Club              | Competitie    | Wed.       | Dlp.       | Wed.  | Dlp.  | Wed.           | Dlp.           | Wed.   | Dlp.   |
| ------- | ----------------- | ------------- | ---------- | ---------- | ----- | ----- | -------------- | -------------- | ------ | ------ |
| 2016/17 | Novara            | Serie B       | 7          | 0          | 0     | 0     | —              | —              | 7      | 0      |
| 2017/18 | Novara            | Serie B       | 18         | 2          | 1     | 0     | —              | —              | 19     | 2      |
| 2018/19 | Estoril           | Segunda Liga  | 0          | 0          | 0     | 0     | —              | —              | 0      | 0      |
| 2018/19 | Ascoli            | Serie B       | 7          | 0          | 0     | 0     | —              | —              | 7      | 0      |
| 2019/20 | Ascoli            | Serie B       | 12         | 1          | 2     | 0     | —              | —              | 14     | 1      |
| 2019/20 | → Virtus Entella  | Serie B       | 6          | 0          | 0     | 0     | —              | —              | 6      | 0      |
| 2020/21 | Lokomotiva Zagreb | 1. HNL        | 27         | 2          | 1     | 0     | —              | —              | 28     | 2      |
| 2021/22 | Como              | Serie B       | 14         | 0          | 1     | 2     | —              | —              | 15     | 2      |
| 2022/23 | Como              | Serie B       | 12         | 1          | 0     | 0     | —              | —              | 12     | 1      |
| 2023/24 | Como              | Serie B       | 28         | 0          | 1     | 0     | —              | —              | 29     | 0      |
| 2024/25 | Como              | Serie A       | 0          | 0          | 0     | 0     | —              | —              | 0      | 0      |
| 2024/25 | Dinamo Batoemi    | Erovnuli Liga | 2          | 0          | 0     | 0     | —              | —              | 2      | 0      |
| Totaal  | Totaal            | Totaal        | 133        | 6          | 6     | 2     | 0              | 0              | 139    | 8      |

Bijgewerkt op 11 juli 2025.